# Paspalum conjugatum
Paspalum conjugatum is een overblijvend, kruipend kruid uit de grassenfamilie.
De stengels kunnen 30–60 cm hoog worden. De plant verspreidt zich met kruipende stengels (stolon) die op de knopen kunnen wortelen. Het is een C4-plant.
Paspalum conjugatum komt van origine waarschijnlijk uit tropisch Amerika. Door introductie of anderszins komt de soort voor in Australië, Oceanië, tropisch en subtropisch Azië, eilanden van de Indische Oceaan, grote delen van Afrika en Noord- en Zuid-Amerika.
In Suriname wordt Paspalum conjugatum zuurgras genoemd. Het vormt er een onderdeel van de vroege vervolgvegetatie (kapoeweri) die op braakgelegde gronden op hoger gelegen terreinen opschiet, samen met fluweelgras (Digitaria horizontalis). Het vee is niet erg happig op zuurgras en na enige begrazing verdwijnt fluweelgras en gaat zuurgras overheersen. Het wordt vaak als een onkruid beschouwd.